# Domus Aurea, Il sogno di Nerone
Domus Aurea - Il sogno di Nerone è un documentario italiano del 2014, realizzato in occasione della riapertura straordinaria del cantiere della Domus Aurea e trasmesso Sky Arte nello stesso anno.
Attraverso due livelli di narrazione il documentario segue l’intrecciarsi delle vicende storiche della costruzione e della decadenza del palazzo di Nerone, della riscoperta e della sua fortuna nella storia dell’arte, e parallelamente segue i lavori di recupero e conservazione, attraverso interviste al gruppo di lavoro artefice di questo ambizioso progetto (archeologi, storici dell’arte, architetti, ingegneri, biologi, botanici, fisici e restauratori).
Domus Aurea - Il sogno di Nerone, nel 2015, ha vinto il premio Moige per la Tv, per il suo alto carattere educativo.